# Combretum quadrangulare
Combretum quadrangulare är en tvåhjärtbladig växtart som beskrevs av Wilhelm Sulpiz Kurz. Combretum quadrangulare ingår i släktet Combretum och familjen Combretaceae. Inga underarter finns listade i Catalogue of Life.